# Henschia ruthenicus
Henschia ruthenicus är en insektsart som beskrevs av Alexander Fyodorovich Emeljanov 1962. Henschia ruthenicus ingår i släktet Henschia och familjen dvärgstritar. Inga underarter finns listade i Catalogue of Life.